# Jarvis Creek (Delta River)
Der Jarvis Creek ist ein 63 Kilometer langer rechter Nebenfluss des Delta River im US-Bundesstaat Alaska.

## Geographie

### Verlauf
Der Jarvis Creek wird von einem namenlosen Gletscher an der Nordflanke der nördlichen Alaskakette gespeist. Der Fluss strömt in überwiegend nördliche Richtung, etwa zehn Kilometer östlich des Delta River. Der Jarvis Creek mündet schließlich bei Delta Junction in den Delta River.

### Nebenflüsse
Von rechts mündet der Riley Creek, ein Abfluss des Riley-Creek-Gletschers, in den Jarvis Creek.

## Name
Benannt wurde der Fluss 1898 von Captain Edwin Forbes Glenn – vermutlich nach Lieutenant David Henry Jarvis vom United States Revenue Cutter Service (USRCS).